# Igreja do Cristo Redentor
A Igreja do Cristo Redentor é uma igreja na cidade de Valeta, em Malta. De Andrea Palladio.